# Centralny Instytut Dramatyczny
Centralny Instytut Dramatyczny (chiń. 中央戏剧学院) jest chińską szkołą filmową i teatralną.

## Sławni absolwenci
- Aktorzy

Li Baotian, Chen Daoming, Jiang Wen, Hu Jun, Li Yapeng, Xia Yu, Liu Ye
- Aktorki

Lu Liping, Gong Li, Xu Fan, Tao Hong, Zhang Ziyi, Mei Ting, Qin Hailu, Yuan Quan, Chen Hao, Zhang Jingchu
- Reżyserzy

Zhang Yang, Zhang Yibai, Meng Jinghui
- Scenarzyści

Huo Xin